# Pristimantis baryecuus
Pristimantis baryecuus é uma espécie de anfíbio  da família Craugastoridae. É endémica do Equador. Os seus habitats naturais são: regiões subtropicais ou tropicais húmidas de alta altitude, matagal tropical ou subtropical de alta altitude e florestas secundárias altamente degradadas. Está ameaçada por perda de habitat.